# Gatas Brilhantes H.P.
Gatas Brilhantes H.P. (ガッタス ブリリャンチス H.P.), est l'équipe de futsal féminine du Hello! Project formée d'idoles japonaises du H!P, créée en 2003 et renommée en 2004, menée par Hitomi Yoshizawa. L'équipe au maillot orange participe à des tournois de futsal de célébrités, initiatives prises à la suite de la coupe du monde de football 2002 au Japon. Le nom de l'équipe signifie « jeunes filles exceptionnelles » en argot brésilien. Seules quatre joueuses ont été embauchées dans l'équipe sans être chanteuses "idoles" du H!P. Certaines des joueuses forment en 2007 le groupe de J-pop Ongaku Gatas directement dérivé de l'équipe. Bien que le départ du H!P de leurs principaux membres ait lieu le 31 mars 2009 avec les autres « anciennes » du Elder Club, celles-ci continuent à participer à l'équipe et au groupe, bien que « hors-H!P ». En mai 2010, le groupe Melon Kinenbi se sépare, et Ayumi Shibata, sa dernière représentante au sein de l'équipe, la quitte dans la foulée après sept ans de participation. L'équipe cesse ses activités en mars 2015.

## Joueuses
- Nozomi Tsuji (N°1, goal, ex-Morning Musume, ex-W (Double You)
- Miki Fujimoto (N°6, ex-Morning Musume)
- Miki Korenaga (N°7, ex-N°23, Ongaku Gatas)
- Rika Ishikawa  (N°9, ex-Morning Musume, ex-V-u-den, Ongaku Gatas)
- Hitomi Yoshizawa (N°10, capitaine, ex-Morning Musume, Ongaku Gatas)
- Mai Satoda (N°11, Country Musume, Ongaku Gatas)
- Asami Konno (N°12, goal, ex-Morning Musume, Ongaku Gatas)
- Saki Shimizu (N°16, Berryz Kobo)
- Maimi Yajima (N°17, °C-ute)
- Saki Nakajima (N°22, °C-ute)
- Arisa Noto (N°23, Hello! Pro Egg, Ongaku Gatas)
- Chisato Okai (N°26, °C-ute)
- Minami Sengoku (N°28, Hello! Pro Egg, Ongaku Gatas)
- Hiromi Fujisaki (N°31, non-chanteuse)
- Saki Nagai (N°32, non-chanteuse)
- Kanae Sugawara (N°33, non-chanteuse)
- Megumi Yaguchi (N°34, non-chanteuse)

## ex-joueuses
- Makoto Ogawa (N°2, Morning Musume) quitte en 2004
- Aya Matsuura (N°7, soliste) - 2004
- Masae Ohtani (N°5, Melon Kinenbi) - 2004
- Maki Goto  (N°14, soliste, ex-Morning Musume) - 2005
- Miyuki Kawashima (N°15, Hello! Pro Egg) - 2005
- Hitomi Saito (N°13, Melon Kinenbi) - 2006
- Asami Kimura (N°8, Country Musume) - 2007
- Miuna Saitou  (N°4, Country Musume) - 2007
- Erika Umeda (N°18, Goal, °C-ute) - 2008
- Mika Mutou (N°25, Ongaku Gatas) - 2008
- Erina Mano (N°27, soliste) - 2008
- Miyabi Natsuyaki (N°21, Berryz Kobo) - 2008
- Maasa Sudou (N°19, Goal, Berryz Kobo) - 2009
- Chinami Tokunaga (N°20, Berryz Kobo) - 2009
- Mai Hagiwara (N°14, °C-ute) - 2009
- Airi Suzuki (N°24, °C-ute) - 2009
- Kanna Arihara (N°15, °C-ute) - 2009
- Yuri Sawada (N°29, Ongaku Gatas) - 2009
- Ai Fukaya (N°30, goal, non-chanteuse) - 2009
- Ayumi Shibata (N°3, Melon Kinenbi) - 2010

## Liens
- (ja) Site officiel de Gatas Brilhantes H.P.
- (ja) Liste officielle et photos des joueuses et du staff